# Конрад II (Тек)
Вижте пояснителната страница за други личности с името Конрад II.
Конрад II фон Тек (на немски: Konrad II von Teck; * ок. 1235; † 2 май 1292, Франкфурт на Майн) от род Церинги, е херцог на Тек.

## Биография
Той е вторият син на херцог Конрад I фон Тек († 1244/1249). Брат е на Лудвиг I († 1283).
Конрад II е на страната на династията Хоенщауфен. Помага на Конрадин от Швабя до неговата екзекуция през 1268 г. и от 1273 г. на Рудолф I фон Хабсбург. Около 1275 г. Конрад води дипломатически преговори с папа Григорий X за императорската коронизация на Рудолф.
След смъртта на брат му Лудвиг I през 1283 г. Конрад и племенникът му Херман I († 1292) си разделят собствеността на фамилията Тек, замък Тек и Кирххайм. Така се образуват две линии.
През 1291 г. той помага на Албрехт I, който оттеглил кандидатурата си. Конрад II е избран на 30 април 1292 г. във Вайнхайм за таен кандидат за крал. Той отива с привържениците си във Франкфурт, където са събрани другите князе и епископи за кралските избори.
Конрад II е убит на 1/2 май 1292 г. във Франкфурт вероятно от противниците му, привърженици на кьолнския архиепископ Зигфрид фон Вестербург. Погребан е в църквата „Мария“ в Овен, където е гробницата на херцозите на Тек. Наричат го „Electus in Regem“.

## Фамилия
Първи брак: пр. 1282 г. с Ута фон Цвайбрюкен († пр. 1290), дъщеря на граф Симон фон Цвайбрюкен-Еберщайн († 1281/1283) и съпругата му фон Калв-Льовеншайн или на втората му съпруга фон Цафелщайн († 1284). Те имат децата:
- Симон I († 5 март 1316), женен сл. 1295 г. за Агнес фон Хелфенщайн († сл. 7 август 1334)
- Конрад III († 4 юли 1329)
- Лудвиг III († 28 януари 1334), женен пр. 2 февруари 1322 г. за Маргарета фон Труендинген († 10 август 1348)
- дъщеря Берта/Агнес († 1300)
- Фридрих I († 1300/10 февруари 1303)

Втори брак: през 1290 г. с роднината си Аделхайд фон Бургау (* 21 март; † сл. 10 септември 1310), дъщеря на маркграф Хайнрих III фон Бургау († 1286). Те нямат деца.